# Reserva provincial Los Colorados
La reserva provincial de usos múltiples Los Colorados está ubicada sobre el límite entre los departamentos Independencia y Chilecito, en el sudeste de la provincia de La Rioja, Argentina.
Fue creada a fines del año 2015 mediante la ley provincial n.º 9714, que en su articulado inicial no definió con precisión los límites y superficie definitivos de la reserva. Esta zona estaba incluida en el decreto provincial 2.357/80 como uno de los bienes patrimoniales de la provincia.
El objetivo de creación de la reserva es la conservación y protección del patrimonio arqueológico y cultural existente en la zona.
La formación Los Colorados tiene gran importancia palentológica, dados los hallazgos que se producen en la zona desde hace décadas. Entre ellos, se han identificado fósiles de varios tetrápodos, incluso algunos de mediano a gran tamaño.

## Características
Los Colorados es una formación del triásico superior de areniscas con alto contenido de hierro lo que produce su coloración rojo intenso, cuyos bloques de hasta 90 m de altura adquirieron curiosas formas como consecuencia de la intensa erosión. 
Se encuentra en cercanías de la Ruta Nacional 74, a unos 20 km hacia el noroeste de la localidad de Patquía, aproximadamente en torno a la posición 29°58′14″S 67°06′16″O / -29.97056, -67.10444.
El ramal A3 del Ferrocarril Belgrano brindó servicios en la zona desde principios del siglo XX hasta el año 1990. En torno a la estación ferroviaria Los Colorados, actualmente abandonada, se formó una pequeña localidad, cuya particularidad es que varias de las viviendas fueron construidas con durmientes de la vía férrea.
La población se tipifica como "rural dispersa" en los últimos censos de población.
Desde el año 2012, algunos pobladores de la zona se han agrupado formando una cooperativa de prestación de servicios turísticos.

## Puntos de interés
- Cueva del Chacho: Sitio dónde se refugiaba el caudillo Ángel Vicente Peñaloza en sus desplazamientos por la región.
- Arqueología: Petroglifos concentrados en siete bloques de arenisca roja cuya datación de estima en 900 años.[6] En las cercanías se encuentran tres zonas con morteros de piedra. Recientemente se produjo el hallazgo de una urna funeraria y restos óseos aborígenes.[5]
- Solar54: Laboratorio de Emulación del planeta Marte en La Tierra.